# Закревский, Осип Лукьянович
Осип Лукьянович Закревский (укр. Осип Закревський; ? — после 1769) — генеральный бунчужный Войска Запорожского.

## Биография
Осип Закревский был простым закройщиком. Благодаря его женитьбе в 1739 году на казачке Анне, сестре Алексея и Кирилла Разумовских, карьера Осипа Лукьяновича при императрице Елизавете стремительно пошла вверх.
Осип Закревский был киевским полковым есаулом; 17 сентября 1744 года ему было пожаловано в Нежинском полку село Дорочинка. В 1752 году приобрёл Берёзовую Рудку и другие имения у сыновей полковника Петра Толстого. В 1756 году стал генеральным бунчужным Войска Запорожского.

## Семья
От брака с Анной Григорьевной Разумовской (1722—1758) имел детей:
- Марина (1741— 1800), фрейлина, статс-дама, замужем за Л. Н. Нарышкиным.
- Андрей (1742—1804), тайный советник.
- Софья (1743—18 ?), фрейлина, замужем за Н. Ф. Апраксиным.
- Григорий (1744— ?)
- Ефросинья (ум. 19.09.1799), замужем за Яковом Скоропадским, сыном генерального подскарбия М. В. Скоропадского.
- Кирилл
- Алексей (1751— ?)